# 林氏深海鰩
林氏深海鰩（學名：Bathyraja lindbergi），為軟骨魚綱鰩目單鰭鰩科深海鰩屬的一種，分布於北太平洋鄂霍次克海到白令海海域，深度可達2000公尺，其圓盤腹側表面呈白褐色，與其他部位的深灰褐色，體長可達60.7公分，棲息在深海沙泥底質海域，為底棲性魚類，卵生，雌魚會產下帶有角的卵囊，屬肉食性，生活習性不明。